# Challenge du Prince
Challenge du Prince is een serie van drie eendagswielrenwedstrijden (Trophée de l'Anniversaire, Trophée de la Maison Royale en Trophée Princier) die jaarlijks in februari wordt verreden in Marokko. De wedstrijden werden in 2010 voor het eerst georganiseerd en maken deel uit van de UCI Africa Tour. In 2018 zijn de wedstrijden niet vereden. In 2019 werden ze weer vereden dit keer in de maand juli.

## Winnaars
| Jaar      | Trophée de l'Anniversaire | Trophée de la Maison Royale | Trophée Princier     |
| --------- | ------------------------- | --------------------------- | -------------------- |
| 2010      | Mohammed Said El Ammouri  | Adriano Angeloni            | Roberto Richeze      |
| 2011      | Volodymyr Bileka          | Vladislav Borisov           | Azzedine Lagab       |
| 2012      | Reda Aadel                | Abdelatif Saadoune          | Tarik Chaoufi        |
| 2013      | Rafaâ Chtioui             | Maher Hasnaoui              | Adil Jelloul         |
| 2014      | Mouhssine Lahsaini        | Tarik Chaoufi               | Abdelatif Saadoune   |
| 2015      | Essaïd Abelouache         | Anass Aït el Abdia          | Salah Eddine Mraouni |
| 2016      | Soufiane Sahbaoui         | Mouhssine Lahsaini          | Thomas Vaubourzeix   |
| 2017      | Umberto Marengo           | Ahmed Galdoune              | Thomas Vaubourzeix   |
| 2018      | Niet vereden              | Niet vereden                | Niet vereden         |
| 2019      | Youcef Reguigui           | Youcef Reguigui             | Jayde Julius         |
| 2020-2021 | Niet vereden              | Niet vereden                | Niet vereden         |
| 2022      | Nasser Eddine Maatougui   | Adil El Arbaoui             | Achraf Ed Doghmy     |